# Azbresnica
Azbresnica (cyr. Азбресница) – wieś w Serbii, w okręgu niszawskim, w gminie Merošina. W 2011 roku liczyła 726 mieszkańców.